# DON'T LOOK BACK (FENCE OF DEFENSEの曲)
「DON'T LOOK BACK」（ドント ルック バック）はFENCE OF DEFENSE12枚目のシングル。1992年4月22日、エピックレコードジャパンから発売。

## 解説
収録曲2曲は、テレビ東京系アニメ『横山光輝 三国志』第2期オープニング・エンディングにそれぞれ起用。7枚目のアルバム『FENCE OF DEFENSE VII RIDE』先行シングル。

## 収録曲
作曲　西村麻聡　編曲　FENCE OF DEFENSE　
1. DON'T LOOK BACK
作詞：RYO
2. STANDING ALONE
作詞：大塚純子